# Edifici al carrer Cort, 18 (Valls)
L'Edifici al carrer Cort, 18 és una obra eclèctica de Valls (Alt Camp) protegida com a Bé Cultural d'Interès Local.

## Descripció
Edifici de pisos entre mitgeres, que fa cantonada. És de planta baixa, dos pisos, separats per impostes, i golfes. La planta baixa està actualment modificada i té portes d'accés pels dos carrers. La façana principal, que dona al carrer de la Cort, té 3 balcons a cada pis, sostinguts per carteles decorades amb fulles d'acant. El balcó extrem de la primera planta és corregut i abasta part de les dues façanes. Les llindes de les obertures estan decorades amb una motllura que enmarca una ornamentació floral. Les obertures de les golfes estan flanquejades per pilastres amb capitells corintis. El coronament de l'edifici el forma una cornisa amb tres voladissos que corresponen a la situació dels balcons. Una tipologia similar presenta la façana del c. de la Peixateria. L'obra és de maçoneria arrebossada imitant carreus.